# Crise du marché légumier du Haut-Léon et du Trégor de 1957 à 1967
 (septembre 2013).
La crise du marché légumier du Haut-Léon et du Trégor de 1957 à 1967 est une série d'affrontements sérieux qui opposèrent les pouvoirs publics, les négociants en légumes et les producteurs de légumes au sujet de la réorganisation du marché des légumes dans la zone légumière du Haut-Léon et du Trégor de 1957 à 1967.

## La situation antérieure
Le parcours des légumes arrivés à maturité et cueillis dans le champ par le producteur passait soit par la vente au marché soit la livraison directe dans le magasin ou un des dépôts appartenant à un expéditeur ou encore dans celui d’une coopérative à laquelle le producteur était affilié. Dans tous les cas la charge de légumes devait ensuite être conditionnée par des emballeurs généralement aidés au déchargement par le vendeur lui-même. Le négociant ou la coopérative se chargeait ensuite de revendre la marchandise à des grossistes dans différents lieux de consommation en France ou à l’étranger.
Une partie relativement faible de la production (aux environs de 20 %) était présentée au marché qui se tenait quotidiennement dans différentes communes, les principales étant Saint-Pol-de-Léon et Plouescat. Les transactions s’y faisaient librement, de gré à gré. Les principaux négociants de la place utilisaient les services d’acheteurs chargés des négociations. D’autres se présentaient en personne. Ils étaient toujours munis d’un carnet à souches. Lorsque la négociation aboutissait à un accord, l’acheteur prenait dans son carnet un billet préalablement revêtu du tampon de l’expéditeur, y inscrivait le nom du vendeur et le prix d’achat. Muni de ce billet le producteur pouvait conduire sa charge au magasin de l’acheteur pour le conditionnement et l’expédition.
L’autre partie de la production, la plus importante, était livrée directement dans un magasin, sans négociation préalable. Les producteurs qui avaient adopté cette pratique faisaient implicitement confiance à l’expéditeur dans le magasin duquel ils livraient leur marchandise. Cette façon de procéder nécessitait une confiance mutuelle entre le producteur et l’expéditeur. Ainsi le producteur reconnaissait à l’expéditeur le privilège de fixer unilatéralement le prix d’achat au bénéfice partagé des deux parties, en tenant compte à la fois des cours pratiqués au marché, de ceux fixés par les autres expéditeurs dans leurs propres magasins et des prix escomptés de la revente aux grossistes. Par ailleurs les cultivateurs devaient s’en remettre à l’expéditeur auquel ils avaient fait confiance ou à ses employés pour assurer le tri de la marchandise et, éventuellement, la pesée.
Dans la relation commerciale entre les paysans producteurs de légumes et les négociants, ce sont ces derniers qui détenaient la position dominante. Une partie des producteurs qui se sentaient bafoués dans leur dignité le déploraient profondément. En réalité cette situation avait pour effet de renforcer le complexe d’infériorité déjà largement éprouvé par le milieu agricole. L’ardent désir nourri par une partie des producteurs de légumes de rétablir leur dignité explique dans une certaine mesure les évènements qui se produisirent par la suite dans la zone légumière.
Les paysans léonards réputés patients, stoïques, peu revendicatifs avaient une autre bonne raison de se plaindre, celle constituée par les désastres climatiques qui affectaient périodiquement leurs cultures. Malgré cela ils ne se répandaient pas en manifestations bruyantes. Mais ils se plaignaient en privé, pas forcément tous avec autant de force car pendant que les choux-fleurs étaient abîmés par le gel à Plouénan ou à Mespaul ils étaient encore intacts à Santec et à Roscoff, communes situées dans la bande côtière. Par ailleurs l’étendue relative des dégâts était forcément moindre chez celui qui avait planté 50 000 choux arrivant à maturité de manière échelonnée tout au long de la saison que pour celui qui n’en avait que 5 000 ou 10 000 arrivant à point dans une période plus concentrée dans le temps. Cet aspect de la situation et l’état d’esprit d’une partie des producteurs expliquent une autre partie des évènements qui se sont produits durant la période considérée.

## Les manifestations
Au milieu des années 1950, un groupe de jeunes producteurs engagés dans le mouvement de la jeunesse agricole chrétienne (J.A.C.) se lança dans une réflexion approfondie sur les systèmes de commercialisation de légumes, réflexion nourrie par des discussions, des conférences données par divers experts et par des voyages d’études effectués aussi bien en France qu’à l’étranger. À la suite de quoi ils élaborèrent un schéma pour une nouvelle organisation des marchés destinée à pallier les défauts du système en vigueur dans le Haut-Léon. Des actions de contestation de l’organisation existante et de promotion d’une réforme furent entreprises à partir de 1957 et se succédèrent au cours des dix années suivantes :
Le 19 mars 1957, l’effondrement du cours du chou-fleur fut tel qu’un certain nombre de producteurs refusèrent de vendre leur production et installèrent à la gare de Saint-Pol-de-Léon un barrage levé le soir même qui était destiné à empêcher les négociants de procéder à leurs expéditions.
Le 18 juin 1958, l’artichaut étant en pleine crise, la FDSEA décréta une grève des ventes pour une semaine, entre le 19 et le 25 juin. Les expéditeurs firent obstacle à ce mouvement en faisant des offres intéressantes auxquelles certains producteurs succombèrent. Cette action insidieuse très néfaste au mouvement de grève entraîna des réactions qui se traduisirent, notamment, par des échauffourées à Plouénan, l’invasion de la gare de Kerlaudy pour interdire le chargement d’un wagon, le barrage de la route de Plouénan à Saint-Pol-de-Léon par des planches cloutées, …
A la mi-mai 1959, à l’occasion d’une crise de l’artichaut, les syndicalistes prirent successivement deux dispositions : incitation à ne présenter au marché ou dans les dépôts que des artichauts de diamètre inférieur à 13 cm ; mot d’ordre de grève du droit de place au marché de Saint-Pol-de-Léon pour protester contre le retard, imputable à la municipalité, de la mise en service de deux bascules sur la place du marché. Les résultats de ces deux actions, décevants pour leurs initiateurs, contribuèrent à persuader les syndicalistes d’une part de la nécessité de parvenir à faire appliquer par la totalité des producteurs les mesures destinées à assainir le marché  d’autre part l’insuffisance de l’action syndicale en l’absence de toute intervention des pouvoirs publics et du législateur.
À la fin de l’année, débuta une série d’actions ponctuelles menées par les syndicalistes pour faire pression sur les pouvoirs publics :
- rassemblement le 19 octobre aux portes de la ville de Morlaix suivi d’une entrée dans la ville et du barrage des voies d’accès ;
- le même jour défilé d’un convoi de 400 tracteurs entre Berven et Saint-Pol-de-Léon ;
- rassemblement au Folgoët ;
- nouvelle manifestation le 14 décembre à Morlaix.

## Deux groupements: la Sica et les indépendants
Au cours de chacune des manifestations les leaders syndicaux prononçaient des discours et dévoilaient progressivement l’essentiel de leur projet :
- suppression des livraisons directes des légumes dans les dépôts et passage obligatoire par le marché ;
- paiement de la marchandise par un organisme agréé ;
- obligation pour tous les producteurs d’appliquer les règles (encore appelées disciplines) élaborées par les dirigeants et adoptées démocratiquement.

Mais ces propositions ne convenaient ni aux expéditeurs qui risquaient de perdre leur position dominante, ni même à un nombre croissant de petits producteurs qui commençaient à se regrouper pour exprimer leur opposition. Leur mouvement partit de Plougoulm et s’étendit principalement dans les communes littorales. Ces producteurs avaient décidé de faire  reconnaître leurs spécificités : petites surfaces de culture, précocité de leur production et moindre exposition aux rigueurs hivernales. Ils entendaient aussi combattre les risques de surproduction générée par les grandes fermes de l’intérieur et par l’extension de la surface de la zone légumière qui, d’après eux, ne manquerait pas de se produire si le plan syndical était appliqué. Le 18 novembre 1960 un syndicat indépendant des primeuristes (S.I.P.) fut créé. De leur côté les syndicalistes se constituèrent le 20 janvier 1961 en société d'intérêt collectif agricole (SICA).
Avec la création de ces deux groupements de producteurs bien structurés et résolument opposés s’engageait une nouvelle phase de l’action tendant à imposer l’assainissement du marché des légumes dans le Léon et le Trégor.
Le 22 mars 1961 fut mise en œuvre une réforme très importante consistant à remplacer le marché classique de gré à gré par un marché aux enchères dégressives avec vente au marché au cadran, ce dernier étant installé dans un local situé sur la place de l’Évêché à Saint-Pol-de-Léon. 
La mise en fonctionnement du marché au cadran déplut à l’ensemble des expéditeurs qui ne pouvaient y accéder que moyennant un engagement à lui réserver l’exclusivité de leurs achats. Leurs dirigeants lancèrent immédiatement un ordre de boycott qui fut appliqué par la quasi-totalité des négociants. 
Les emballeurs qui se trouvaient de ce fait privés d’une partie de leur travail poussèrent les deux parties à ouvrir une négociation qui aboutit à un accord éphémère.
L’action menée par les producteurs de la SICA pour réformer le marché des légumes se heurtait non seulement à l’opposition ouverte des négociants mais aussi à l’inertie des pouvoirs publics qui, selon eux, ne mettaient pas suffisamment d’énergie à faire appliquer leurs propres décisions, particulièrement l’arrêté d’interdiction des ventes directes de légumes à la production et dans les dépôts. Aussi, le 8 juin 1961, les producteurs littéralement excédés se décidèrent à réaliser un coup spectaculaire, médiatiquement bien orchestré : l’attaque de la sous-préfecture de Morlaix, symbole du pouvoir. Le plouénanais Jean-Marie Saillour fut une des principales chevilles ouvrières de cette action qui fut suivie par l’arrestation des deux responsables syndicaux Alexis Gourvennec et Marcel Léon. Ces deux syndicalistes considérés comme des meneurs passèrent en jugement le 22 juin et furent purement et simplement relaxés,.
À la suite de ce coup de force les producteurs de la SICA et les expéditeurs reprirent la négociation pour rechercher un nouvel accord. Les pourparlers débouchèrent le 22 novembre sur la signature d’un compromis qui confirmait l’exclusivité d’achat des légumes au cadran, créait un organisme de paiement des producteurs et établissait des règles pour le tri, le calibrage et la pesée des produits.
La signature de l’accord du 22 novembre plaçait les producteurs indépendants dans une situation délicate puisque son application leur ôtait la possibilité de vendre leurs marchandises aux négociants signataires. Après diverses tractations infructueuses, les producteurs indépendants excédés envahirent en masse, le 13 décembre 1961, le local de la SICA et saccagèrent le cadran.

## Juin 1962: la «bataille de Saint-Pol»
En juin 1962 c’est encore une fois une crise du marché de l’artichaut provoquée par un fort radoucissement du temps qui provoqua des affrontements entre producteurs. Le mardi 19 les dirigeants de la SICA mobilisèrent toutes les ressources dont ils disposaient pour tenter de porter remède à la crise et d’éviter l’effondrement du marché. En plus du traitement habituel (application d’un prix plancher, péréquation journalière, dégagement vers les conserveries et destruction du surplus des invendus) qui se révélait cette fois insuffisant face à la gravité exceptionnelle de la crise, les producteurs SICA décidèrent de s’adresser solennellement aux pouvoirs publics pour les forcer à prendre enfin les mesures depuis longtemps attendues :
Attribution des aides du FORMA (Fonds d’orientation et de régulation des marchés agricoles) exclusivement aux groupements reconnus de producteurs;
Mise en œuvre immédiate dans la zone de Saint-Pol-de-Léon de l’extension obligatoire des disciplines de commercialisation à tous les producteurs appartenant à cette zone.
Le mardi 19 juin, une masse considérable de légumes demeura invendue et les dirigeants de la SICA décidèrent de passer à l’action. À leur appel tous les tracteurs remplis d’invendus descendirent sur deux colonnes de la place du marché et se dirigèrent vers la gare de Saint-Pol-de-Léon. Lorsque les premiers furent arrivés à destination la double colonne s’immobilisa et les remorques furent déchargées en pleine rue. Après le départ des véhicules apparut une voie complètement obstruée par des artichauts sur près d’un kilomètre. La même action de déchargement fut pratiquée à Plouescat, Cléder et Taulé. Les rues furent dégagées dans la soirée par les employés des services publics et la journée se termina sans incident grave, mise à part une vive altercation entre le directeur du groupement des indépendants Jean Yves Guivarc’h et des adhérents de la SICA. Au cours de la nuit une trentaine de poteaux téléphoniques furent sciés dans l’arrondissement de Morlaix, entre Morlaix et Plouvorn, près de Plougoulm et aux environs de Tréflez.
La journée du 20 juin débuta normalement par l’apport au marché au cadran de Saint-Pol-de-Léon des artichauts produits par les adhérents de la SICA et dont une cinquantaine de tonnes restèrent finalement invendues. Dans la matinée les dirigeants de la SICA ordonnèrent à leurs adhérents de se rendre à la gare pour empêcher les expéditeurs non signataires de l’accord du 22 novembre d’expédier par les chemins de fer les artichauts livrés par les indépendants. Les gendarmes les attendaient devant la gare et tentèrent de les empêcher d’y pénétrer. Vaine tentative contre la force et le nombre des producteurs, un millier environ, qui parvinrent sans délai à envahir les quais puis à pénétrer dans des wagons en cours de chargement qu’ils se mirent à vider. Quelques coups furent échangés avec les ouvriers emballeurs présents. Mais les gendarmes y mirent rapidement fin. Le théâtre des hostilités se déplaça alors vers un magasin d’expéditeur situé à proximité immédiate de la gare. Là encore des cageots d’artichauts furent renversés et des coups échangés. Encore une fois les gendarmes intervinrent pour rétablir l’ordre.
Les mêmes scènes se reproduisirent dans l’après-midi mais avec beaucoup plus de violence. En effet, échaudés par les affrontements du matin, les emballeurs avaient apporté des gourdins. Les gendarmes firent usage de grenades lacrymogènes. Les producteurs ripostèrent par des jets de pierres. Un peu plus tard d’autres affrontements se produisirent sur la place de l’évêché entre les producteurs SICA revenus de la gare et des producteurs indépendants en provenance du Croissant de Plougoulm où ils avaient attendu en vain le retour de leurs adversaires venus le matin à la gare de Saint-Pol-de-Léon. Mais les gendarmes empêchèrent à nouveau les oppositions de tourner au tragique.

## L’attaque des producteurs de la Sica
Durant la nuit qui suivit la journée mouvementée du 20 juin 1961 à Saint-Pol-de-Léon des déprédations furent à nouveau commises : poteaux téléphoniques coupés et 4 000 plants de choux-fleurs en pépinière appartenant à un adhérent de la SICA dévastés à Plougoulm. La préoccupation principale des dirigeants de la SICA restait la même que la veille : faire obstacle à l’expédition des légumes livrés par les producteurs indépendants. Pour cela il était nécessaire de surveiller les gares de départ et particulièrement celle de Saint-Pol-de-Léon.
Job Moal était, en 1962, un expéditeur âgé de 57 ans installé au bourg de Plouénan depuis une quinzaine d’années. Il dirigeait une entreprise moyenne dans la spécialité du négoce de légumes dans le Léon. Son envergure était bien sûr loin d’atteindre celle des principaux expéditeurs installés à Saint-Pol-de-Léon. Néanmoins, en plus de son magasin de Plouénan, il disposait d’une dizaine de dépôts dans les parties ouest et centre de la zone légumière. Pour ce qui concerne le négoce de choux-fleurs il s’était spécialisée dans le commerce des têtes de petit calibre appelées moudets qui se vendent principalement en Grande Bretagne. Il expédiait aussi, mais en quantité beaucoup plus modeste, vers Paris, Lyon et St Etienne et vers des pays voisins (Allemagne, Hollande et Belgique).
Job Moal fut l’un des rares négociants à avoir refusé l’accord du 22 novembre 1961 entre les producteurs SICA, les expéditeurs et les coopératives. De ce fait il était interdit d’achat au cadran. Mais depuis la signature de l’accord du 22 novembre 1961 les apports des producteurs indépendants lui suffisaient pour faire marcher normalement son entreprise. En effet, ses fournisseurs provenaient de longue date des rangs des petits producteurs qui disposaient de faibles surfaces de culture. Ces derniers avaient dans leur quasi-totalité, dès la formation du groupe des indépendants, adhéré à ses thèses et s’y étaient affiliés, persuadés qu’ainsi ils contribuaient efficacement à défendre leurs faibles revenus et même leur existence en tant qu’agriculteurs. C’est pourquoi la création du marché au cadran n’avait que très faiblement fait varier le volume de marchandises livrées chaque jour dans les magasins de l’entreprise.
Le jeudi 21 juin Job Moal avait prévu d’expédier des artichauts à partir de la gare de Saint-Pol-de-Léon. Dans la matinée il fit charger ses deux camions, puis les fit partir vers la gare. Lui-même, son contremaître et les emballeurs s’y rendirent également. Ainsi le travail de chargement serait réalisé rapidement. En effet, compte tenu de la situation il était prudent de ne pas traîner dans la gare. Malheureusement pour eux, leur présence fut signalée et, naturellement, ordre fut donné aux producteurs de la SICA rassemblés dans la salle de vente de se diriger vers la gare où Job Moal et ses employés étaient occupés à transborder la marchandise. Le contremaître réceptionnait et rangeait les cageots dans le wagon. Le patron et les autres employés se trouvaient au déchargement des camions. Soudain surgirent environ un millier de producteurs SICA prêts à en découdre pour châtier les auteurs de ce qu’ils considéraient comme une provocation. C’est alors que l’échauffourée(voir)  se produisit et se termina par l’intervention des gendarmes et l’évacuation des blessés dont le plus gravement atteint était Job Moal.

## L’attaque décrite par la presse
La presse régionale, le Télégramme de Brest et de l'Ouest et Ouest-France rendirent compte au jour le jour des trois journées de la bataille de Saint-Pol qu’on pourrait encore appeler « les trois glorieuses du Léon » en plagiant l’appellation donnée par les historiens aux trois jours de révolte qui se déroulèrent à Paris en 1830. De grands titres en première page renvoyaient à des récits détaillés en pages régionales, illustrées par des pages entières de photographies. Certains magazines de la presse hebdomadaire nationale, tel « Paris-Match », s’emparèrent du sujet pour le développer par le commentaire et les images.
Sur quatre colonnes en première page Le Télégramme de Brest et de l'Ouest annonçait le 22 juin « de nouvelles violences à St Pol » et publiait la photographie en gros plan du visage boursouflé et tuméfié de Job Moal. Ouest-France se contentait d’évoquer « de regrettables scènes de violence ». Les deux quotidiens s’accordaient sur le récit des évènements qui s’étaient déroulés la veille à Saint-Pol-de-Léon :
Les adhérents de la SICA réunis dans la salle de vente de la place de l’Evêché en fin de matinée dans une atmosphère tendue ; le signal de départ pour la gare donné aux environs de midi par un dirigeant décidé à imposer une discipline totale ; le trajet effectué sur les tracteurs, dans les remorques ou les camionnettes ;
Une fois le trajet effectué, la descente précipitée des véhicules et, vers 13 h, la ruée en direction du camion de Job Moal garé le long d’un convoi ferroviaire ;
La bataille à coups de têtes d’artichauts puis l’assaut du camion, la défense à coups de chaîne de la part d’un des ouvriers, la blessure à la tête d’un des assaillants et, finalement, la victoire des attaquants  parmi lesquels les plus excités réussirent à grimper sur le camion et s’acharnèrent sur Job Moal, le patron et l’opposant irréductible ; les premiers soins prodigués sur place à la principale victime, son évacuation vers l’hôpital de Morlaix puis son retour à domicile le jour même ;
L’intervention musclée des gendarmes ; les négociations entre les forces de l’ordre et les dirigeants agricoles dont le représentant Alexis Gourvennec se trouvait le jour même à Paris en discussion avec le chef de cabinet du ministre de l’agriculture ;
Les accrochages collatéraux : des emballeurs prenant à partie trois dirigeants syndicalistes agricoles qui se trouvaient dans une voiture près de la gare et qui furent « sauvés » par les gendarmes ; les pneus de nombreux véhicules appartenant à des agriculteurs, crevés ou dégonflés ; l’arrestation de deux cultivateurs, leur interrogatoire dans les locaux de la gendarmerie et leur libération le jour même ;
Enfin, à la suite des bonnes nouvelles transmises de Paris par Alexis Gourvennec, l’ordre donné aux producteurs de reprendre leurs véhicules et de retourner à la place de l’Evêché puis de rentrer chez eux dans le calme.

## Le bras de fer entre la Sica et la SoCo
Pour se conformer aux prescriptions légales définissant les groupements de producteurs les indépendants se constituèrent le 8 juillet 1962 en Société de commercialisation des primeuristes (So.Co.Prim.) de même type que la SICA. À partir de cette date, compte tenu de la mise en application de l’accord du 22 novembre 1961, les deux groupements S.I.C.A. et So.Co.Prim. se retrouvaient face à face. On pouvait dès lors craindre que les hostilités ne soient à nouveau déclarées car l’animosité entre les deux camps était à son comble. De fait, après le terrible hiver de 1963 et la reprise consécutive de la végétation en 1964, la vente en 1965 par des producteurs indépendants de drageons à des acheteurs étrangers à la zone légumière  en donna l’occasion. Des polémiques se développèrent par lettres, communiqués et tracts interposés. La saison des artichauts fut très mouvementée aussi bien du fait des oppositions physiques musclées que des intimidations réciproques, des courses poursuites et des manifestations publiques. Le calme revint tout naturellement avec la fin de la production des drageons.
Mais l’opposition entre les deux groupements de producteurs n’allait pas tarder à se repositionner sur le problème de fond qui les séparait depuis le début, celui de la solidarité obligatoire entre producteurs dans l’application de certaines règles, faute de quoi aucune organisation du marché n’était possible. Maints exemples, dans le passé récent, avaient démontré qu’il suffisait d’un petit nombre de francs tireurs pour faire échouer toute mesure destinée à soutenir le marché. Ces obligations, baptisées règles de discipline, avaient été édictées par le comité économique agricole des fruits et légumes de Bretagne. Elles étaient au nombre de sept :
1. fourniture annuelle d’un état des superficies plantées par produit et par variété ;
2. respect des disciplines de triage, calibrage, poids et présentation des marchandises ;
3. obligation de présenter la totalité de la production à la vente publique sur un marché agréé ;
4. paiement des producteurs par un organisme agréé ;
5. extension du principe du prix de retrait en cas de forte baisse du marché ;
6. en cas de retrait, obligation de paiement d’une cotisation à la caisse destinée à soutenir le marché et à payer les invendus ;
7. participation à un fonds destiné à financer la publicité en faveur des choux-fleurs et des artichauts bretons.

Les producteurs de la So.Co.Prim. s’opposèrent de toutes leurs forces à l’exigence formulée par leurs adversaires du respect de ces règles dites de discipline. Ils invoquaient pour cela le principe de la liberté et se proclamaient en désaccord sur tout. Ils précisèrent à diverses reprises leur point de vue, en particulier en novembre 1965 dans une lettre adressée aux maires de la zone légumière pour s’opposer à la procédure de l’enquête publique préférée au vote à bulletin secret pour consulter les producteurs sur la mise en application  de l’extension des règles de discipline. Malgré ces protestations véhémentes l’enquête publique fut réalisée et l’extension des règles de discipline mise en place par un décret publié au Journal officiel de la République française le 29 juillet 1966.

## Le dénouement
Les derniers sursauts des producteurs indépendants se produisirent après la signature le 9 mai 1967 du décret fixant les sanctions contre les contrevenants aux disciplines de commercialisation (réunion de protestation à Morlaix le 12 mai) et après la publication le 19 mai 1967 au Journal officiel de l’arrêté d’application des règles de commercialisation (manifestation à Saint-Pol-de-Léon le 24 mai). Finalement, après négociation, un texte d’accord fut mis au point par le comité économique agricole « fruits et légumes » de Bretagne et la So.Co.Prim. qui s’engageait à respecter les disciplines imposées par les critères de reconnaissance des groupements de producteurs et à qui était octroyée une représentation au comité et un droit de participation aux opérations de l’organisme payeur concernant ses propres adhérents
Les indépendants, à leur corps défendant, avaient cédé à la pression combinée des producteurs de la S.I.C.A. et des pouvoirs publics. Trente neuf ans plus tard le groupement So.Co.Prim. existe encore mais son rôle se réduit à établir les bordereaux de paiement de ses adhérents et à les transmettre à l’organisme payeur. Nombre de ses adhérents sont amers et désabusés
De leur côté les dirigeants de la S.I.C.A. expliquaient la vigueur des attaques menées par leurs « troupes » au cours de la bataille de Saint-Pol par le caractère crucial du problème posé par les expéditeurs restés en dehors de l’organisation. Ceux-ci étaient livrés en marchandises à des prix qui leur permettaient d’enlever des marchés à leurs concurrents agréés S.I.C.A. qui s’en plaignaient amèrement. La S.I.C.A. en concluait « qu’il suffit d’une poignée de négociants indépendants, disposant de marchandises à bas prix, pour rendre inefficace un dispositif pourtant coûteux pour les producteurs qui acceptent les disciplines de la mise en marché. Cela explique la violence de ce mois de juin : les uns sont en train de ruiner les efforts coûteux des autres ». D’où l’acharnement mis au cours des mois et des années qui suivirent à obtenir l’extension des règles de discipline pour les imposer à la totalité des producteurs et donc aussi aux indépendants.
En conclusion et pour faire le bilan des actions menées durant ces dix années dans la zone légumière, on peut s’accorder à reconnaître que le but premier qui était visé par les producteurs de la SICA, celui d’une réforme du marché, a bien été atteint. Mais il semble que les effets bénéfiques attendus de ce changement n’ont pas été obtenus : après la création du marché au cadran les entreprises de négoce n’ont cessé de décliner et la plupart ont finalement été contraintes à la cessation d’activité ; les producteurs indépendants, convaincus d’avoir été floués, sont aujourd’hui encore pleins d’amertume ; la situation du marché n’est pas satisfaisante dans la durée et les manifestations reprennent à chaque fois que les cours chutent durablement. Alors, devant une telle situation une question s’impose : est-ce que dans cette affaire toutes les parties ne sont pas finalement perdantes ? 